# David Knudsen
David Knudsen (n. Værløse, Dinamarca, el 26 de junio de 1994) es un baloncestista danés que pertenece a la plantilla del CB Clavijo de la Liga LEB Oro. Con 1,90 metros de estatura, juega en la posición de base. Es internacional con la Selección de baloncesto de Dinamarca.

## Trayectoria deportiva
Formado en las categorías inferiores del Værløse BBK, en la temporada 2011-12 debutó en la liga danesa. Durante cuatro temporadas formaría parte del conjunto danés y disputaría además el Torneo Adidas Next Generation, antes de marcharse a Estados Unidos para recibir formación universitaria.
En 2015, ingresaría en el Marist College en Poughkeepsie, Nueva York, donde jugaría durante cuatro temporadas en los Marist Red Foxes en la NCAA I desde 2015 a 2019.  
En la temporada 2019-20, regresó a Europa para jugar en el EN Baskets Schwelm de la ProB alemana, con el que disputaría 22 partidos en los que anota 21.38 puntos de promedio.
El 8 de agosto de 2020, firma por el CB Marbella de la Liga LEB Plata, donde disputa 30 partidos promediando 21.32 puntos en la temporada 2020-21.
El 11 de agosto de 2021, firma por el Albacete Basket de la Liga LEB Plata. Al término de la temporada 2021-22, lograría el ascenso a la Liga LEB Oro, con unos promedios de 15.09 puntos en 32 partidos disputados.
El 20 de agosto de 2023, firma por el CB Clavijo de la Liga LEB Oro.

## Internacional
En 2020, debuta con la Selección de baloncesto de Dinamarca con la que disputa 4 encuentros de la fase de clasificación para el Eurobasket.